# Martín Galmarini
Martín Sebastián Galmarini (ur. 28 lutego 1982 w San Isidro) – argentyński piłkarz pochodzenia włoskiego występujący na pozycji prawego pomocnika lub prawego obrońcy.

## Kariera klubowa
Galmarini rozpoczynał swoją piłkarską karierę jako dwudziestolatek w zespole Club Atlético Tigre ze stołecznego Buenos Aires, występującym wówczas w trzeciej lidze argentyńskiej – Primera B Metropolitana. Po upływie kilkunastu miesięcy wywalczył sobie pewne miejsce w pierwszym składzie i na koniec rozgrywek 2004/2005 awansował z drużyną na zaplecze najwyższej klasy rozgrywkowej, po triumfie zarówno w jesiennym sezonie Apertura, jak i wiosennym Clausura. W Primera B Nacional spędził w barwach Tigre kolejne dwa lata jako kluczowy punkt zespołu, a w rozgrywkach 2006/2007 awansował z ekipą prowadzoną przez Diego Cagnę do pierwszej ligi. W argentyńskiej Primera División zadebiutował 4 sierpnia 2007 w wygranym 1:0 spotkaniu z Gimnasią La Plata, w którym zdobył również swojego premierowego gola w pierwszej lidze. W tym samym sezonie, Apertura 2007, wywalczył z pełniącym rolę beniaminka Tigre największy sukces w historii klubu – tytuł wicemistrza Argentyny.
Latem 2008 dzięki swoim udanym występom Galmarini za sumę 320 tysięcy euro przeszedł do jednego z najbardziej utytułowanych zespołów w ojczyźnie, stołecznego River Plate. Jego barwy reprezentował przez kolejne dwa lata, podczas których wziął udział w pierwszych w karierze międzynarodowych turniejach – raz w Copa Libertadores i dwukrotnie w Copa Sudamericana – lecz był niemal wyłącznie rezerwowym zawodnikiem. W połowie 2010 roku powrócił do swojego macierzystego Club Atlético Tigre, gdzie ponownie został jednym z najważniejszych graczy klubu. W wiosennym sezonie Clausura 2012 zdobył z nim swoje drugie już wicemistrzostwo kraju, natomiast jesienią tego samego roku dotarł do dwumeczu finałowego rozgrywek Copa Sudamericana, przegrywając z nim w kontrowersyjnych okolicznościach z brazylijskim São Paulo.
W lipcu 2013 Galmarini został piłkarzem meksykańskiej drużyny Atlante FC z siedzibą w mieście Cancún. W tamtejszej Liga MX zadebiutował 20 lipca 2013 w przegranej 0:1 konfrontacji z Leónem.
| Sezon     | Klub                | Kraj      | Rozgrywki               | Mecze | Bramki |
| --------- | ------------------- | --------- | ----------------------- | ----- | ------ |
| 2002/2003 | Club Atlético Tigre | Argentyna | Primera B Metropolitana | 7     | 0      |
| 2003/2004 | Club Atlético Tigre | Argentyna | Primera B Metropolitana | 13    | 0      |
| 2004/2005 | Club Atlético Tigre | Argentyna | Primera B Metropolitana | 22    | 2      |
| 2005/2006 | Club Atlético Tigre | Argentyna | Primera B Nacional      | 29    | 2      |
| 2006/2007 | Club Atlético Tigre | Argentyna | Primera B Nacional      | 31    | 5      |
| 2007/2008 | Club Atlético Tigre | Argentyna | Primera División        | 35    | 2      |
| 2008/2009 | River Plate         | Argentyna | Primera División        | 12    | 1      |
| 2009/2010 | River Plate         | Argentyna | Primera División        | 11    | 0      |
| 2010/2011 | Club Atlético Tigre | Argentyna | Primera División        | 33    | 1      |
| 2011/2012 | Club Atlético Tigre | Argentyna | Primera División        | 30    | 2      |
| 2012/2013 | Club Atlético Tigre | Argentyna | Primera División        | 31    | 2      |
| 2013/2014 | Atlante FC          | Meksyk    | Liga MX                 |       |        |